# Langschwanz-Weißbauchratte
Die Langschwanz-Weißbauchratte (Niviventer rapit) ist ein auf Borneo endemisches Nagetier in der Gattung der Weißbauchratten. Die Annahme, dass die Cameron-Hochland-Weißbauchratte (Niviventer cameroni) und die Sumatra-Weißbauchratte (Niviventer fraternus) Unterarten oder Synonyme dieser Art darstellen, hat sich nicht bestätigt. Vermutlich bildet die Kastanien-Weißbauchratte (Niviventer fulvescens) zusammen mit der von dieser abgetrennten Art Niviventer huang die Schwestergruppe zur Langschwanz-Weißbauchratte.

## Merkmale
Dieses mittelgroße rattenartige Tier erreicht durchschnittlich eine Kopf-Rumpf-Länge von 143 mm, eine Schwanzlänge von 197 mm und ein Gewicht von 60 g. In das mehr weiche Fell sind wenige Borsten eingemischt. Oberseits kommt rotbraunes Fell vor, das zu den Flanken hin heller wird und die Grenze zur weißen Unterseite ist deutlich. Der lange Schwanz ist gut mit Haaren bedeckt und längere Haare an der Spitze bilden eine kleine Quaste. Je nach Exemplar ist der Schwanz einheitlich braun oder unterseits heller. An den Armen ist je ein dunkelbrauner Strich vorhanden. Die Langschwanz-Weißbauchratte hat fünf Zehen an den Füßen, die kurze Krallen tragen. Dabei ist der fünfte Zeh sehr klein. Die paarig angeordneten acht Zitzen der Weibchen verteilen sich gleichmäßig über die Unterseite. Der diploide Chromosomensatz wird aus 46 Chromosomen (2n=46) gebildet. Eine im Fell gefundene Raubmilbenart wurde nur auf diesem Nagetier entdeckt und erhielt den wissenschaftlichen Namen Laelaps rapit.

## Verbreitung
Das Tier lebt in nördlichen und zentralen Bereichen von Borneo. Es hält sich in Gebirgen zwischen 600 und 3350 Meter Höhe auf. Die Exemplare bewohnen Bergwälder und Strauchflächen.

## Lebensweise
Die nachtaktive Langschwanz-Weißbauchratte klettert, soweit bekannt, viel in Bäumen und bewegt sich auf dem Boden. Für den Tag wird ein Nest im Bambusdickicht angelegt. Ein Weibchen trug ihre Nachkommen zu einem höheren Platz, um dem Angriff einer Natter der Art Coelognathus radiatus zu entgehen. Dabei hielt sie diese mit den Zähnen an der losen Haut des Halses. Informationen zur Ernährung fehlen.

## Gefährdung
In tieferen Lagen können sich Landschaftsveränderungen negativ auswirken. Im Verbreitungsgebiet gibt es mehrere Schutzzonen und die Populationsabnahme ist, wenn vorhanden, gering. Die IUCN listet die Langschwanz-Weißbauchratte als nicht gefährdet (least concern).